# Кузьминки (Липецкая область)
Кузьми́нки — бывшее село Яблоневского сельсовета Лебедянского района Липецкой области. Находились на левом берегу реки Красивой Мечи в 2 км северо-западнее деревни Медведево.
Возникли на месте древней гати у реки Красивой Мечи, отчего первоначально именовались Кузьми́ной Га́тью. Такое название упоминается в документах периода Куликовской битвы. Здесь, у Кузьминой Гати, стоял станом полководец Мамай перед сражением.
Как деревня Кузьминки известны со второй половины XVII века. В документах 1670 года упоминается «деревни Кузьминской помещиков Фёдора Леденева с товарищами». А в 1693 году некий помещик В. П. Вердеревский разграбил крестьян деревень Слободки, Медведевой, Столпной и Кузьминок.
Селом Кузьминки стали позднее.
Происхождение названия неясно. Возможно, оно произошло от имени Кузьма или фамилии Кузьмин.
На картах 1994 года давались с пометой «нежил.». Сегодня официально такого населённого пункта не существует.
Сохранилось здание Знаменской церкви (построена в 1822 году; ).